# Hannah Osborne
Hannah Osborne (Te Kuiti, 10 de marzo de 1994) es una deportista neozelandesa que compite en remo. Participó en los Juegos Olímpicos de Tokio 2020, obteniendo una medalla de plata en la prueba de doble scull.

## Palmarés internacional
| Juegos Olímpicos | Juegos Olímpicos | Juegos Olímpicos | Juegos Olímpicos |
| Año              | Lugar            | Medalla          | Prueba           |
| ---------------- | ---------------- | ---------------- | ---------------- |
| 2020             | Tokio (Japón)    | Medalla de plata | Doble scull      |